# 1st (EP)
1st è il primo EP del gruppo rock finlandese The Rasmus, pubblicato nel 1995.

## Tracce
1. Frog – 2:32
2. Funky Jam – 2:11
3. Myself – 3:31
4. Rakkauslaulu – 3:35

## Formazione
- Lauri Ylönen – voce
- Pauli Rantasalmi – chitarra
- Eero Heinonen – basso
- Janne Heiskanen – batteria